# المالكوها ذو الريش المتقشر
المالكوها ذو الريش المتقشر (Dasylophus cumingi) هو نوع من الوقواق في عائلة Cuculidae.
وهو مستوطن في شمال الفلبين. سُمّيت هذه الأنواع نسبة إلى جامع العينات هيو كومينج.

## الوصف
كبير الحجم، ذو ريش فريد يشبه البلاستيك على الرأس والحلق، والجنسان متشابهان. الرأس بأكمله رمادي، يكاد يكون أبيضًا على الحلق، مع ريش على قمة الرأس ومنتصف الحلق إلى أعلى الصدر مزين بريش أسود يشبه القشور. الجزء العلوي من الظهر يتصل بانحناء مستمر باللون الكستنائي على الجزء السفلي من الصدر. الظهر والأجنحة والذيل المتدرج ذو الأطراف البيضاء لامعة وسوداء على الجزء السفلي من البطن وتحت غطاء الذيل.